# رودني جونز (كاتب)
رودني جونز (بالإنجليزية: Rodney Jones)‏ هو صحفي وأستاذ مدرسة وكاتب وشاعر أمريكي، ولد في 11 فبراير 1950 في هارتسيل في الولايات المتحدة.